# 15. Infanterie-Division (Wehrmacht)
La 15. Infanterie-Division fu una divisione dell'esercito tedesco attiva durante la seconda guerra mondiale. La divisione venne costituita a Würzburg il 1º ottobre 1934 dall'espansione del 13.(Württemburgisches) Infanterie-Regiment della 5. Division del Reichswher, con il nome di Artillerieführer V (utilizzato fino al 15 ottobre 1935).
Prese parte all'occupazione della Cecoslovacchia nel 1938 e alla seconda guerra mondiale, combattendo nella campagna di Francia e nel fronte orientale. Dopo essersi ritirata in Ungheria e poi in Slovacchia giunse in Moravia dove venne distrutta dall'armata Rossa nei pressi di Brno. 

## Storia

### Le origini e la campagna di Francia
La divisione fu istituita il 1º ottobre 1934 a Würzburg come Artillerieführer V, per mascherare il riarmo segreto della Germania. Venne rinominata 15. Infanterie-Division il 15 ottobre 1935 quando Adolf Hitler annunciò la nascita della Wehrmacht. La divisione era composta principalmente da soldati provenienti della Franconia e dopo l'Anschluss nel 1938 anche da soldati provenienti dall'Austria.
Nel 1938 prese parte all'occupazione della cecoslovacchia e nel settembre del 1939 fu coinvolta nell'offensiva della Saar, lanciata dai francesi a sud di Saarbrücken per alleggerire il fronte polacco, riconquistando in poco tempo i territori persi.
Nel 1940 prese parte alla Campagna di Francia, attraversò il Lussemburgo e occupò il Belgio combattendo a Virton, successivamente avanzò in Francia dove sconfisse le truppe francesi nei pressi del fiume Aisne, per poi attraversare la Marna, la Senna fino ad arrivare a Nevers, lungo la Loira, dove era stazionata durante l'armistizio avvenuto il 22 giugno 1940. Dopo la resa della Francia rimase di stanza a Digione fino al Giugno 1941.

### Il fronte orientale
Nel luglio del 1941 la divisione venne spostata lungo il fronte orientale per partecipare all'operazione Barbarossa. La divisione prese parte alla traversata del Dnepr e alla successiva avanzata verso El'nja, dove nell'agosto 1941 si svolsero diverse battaglie difensive, nell'ottobre dello stesso anno prese parte alla battaglia di Vyazma per poi avanzare fino a Nara e posizionarsi sulla linea difensiva di Tarutino, dove la divisione subì diverse perdite, infatti 5 battaglioni vennero sciolti. A novembre inoltre partecipò anche alla battaglia di Mosca.
Nel maggio 1942 venne spostata in Francia a La Rochelle per far rinfrescare le truppe e qui svolse diversi compiti di guardia costiera. Nel febbraio 1943 venne di nuovo spostata nel fronte orientale e fu coinvolta in diverse battaglia offensive lungo il fiume Donec. Nell'estate dello stesso subì gravi perdite durante l'offensiva del basso Dnepr. Tra il gennaio e il febbraio del 1944 combatté a Nikopol e  Kryvyj rih e durante la primavera continuò a ritirarsi e ad affrontare le truppe sovietiche in diverse battaglie difensive durante l'offensiva di Odessa, l'operazione Bagration e l'offensiva Iași-Kišinëv. In agosto la divisione venne circondata dall'armata rossa in Ucraina meridionale e qui venne data per dispersa, tuttavia nonostante le gravi perdite riuscì a fuggire dall'accerchiamento.

### Ricostituzione e fine guerra
Nell'ottobre 1944 la divisione fu ricostituita dai resti della sesta armata e della 15. Infanterie-divisionen stessa e fu posizionata in Ungheria fino al dicembre dello stesso anno. Tra il gennaio e il febbraio 1945 combatté sui monti Tatra in Slovacchia e successivamente presso Žilina dove fu stazionata da marzo fino ad aprile. Nel maggio dello stesso anno fu costretta a ritirarsi in Moravia dove fu circondata e distrutta dalle truppe dell'armata rossa nei pressi di Brno.

## Decorazioni
Molti soldati della 15. Infanterie-division furono premiati per le loro azioni in guerra: 
- Croce Tedesca
  - in oro: 32
- Croce di Cavaliere della croce di ferro: 33
  - Croce di Cavaliere con foglie di quercia: 2

- Distintivo per combattimenti ravvicinati:
  - in bronzo: 1

## Comandanti
Come da sito lexikon-der-wehrmacht.de
- General der Artillerie Fritz Brandt (1º ottobre 1934 - 31 marzo 1936)
- Generalleutnant Emil Leeb (1º aprile 1936 - 1º aprile 1939)
- Generalmajor Walter Behschnitt (1º aprile 1939 - 6 ottobre 1939)
- Generalleutnant Friedrich-Wilhelm von Chappuis (6 ottobre 1939 - 12 agosto 1940)
- Generalleutnant Ernst-Eberhard Hell (12 agosto 1940 - 8 gennaio 1942)
- Oberst Alfred Schreiber (8 gennaio 1942 - 3 febbraio 1942)
- Generalmajor Bronislaw Pawel (3 febbraio 1942 - 18 giugno 1942)
- Generalleutnant Erich Buschenhagen (18 giugno 1942 - 20 novembre 1943)
- Generalmajor Rudolf Sperl (20 novembre 1943 - agosto 1944)
- Oberst Ottomar Babel (14 agosto - 5 settembre 1944) (disperso)

### 2º formazione
- Generalmajor Siegfried von Rekowski (non effettivo)
- Generalmajor Hanns Laengenfelder (17 ottobre 1944 - 5 maggio 1945)